# Witalija Djaczenko
Witalija Anatoljewna Djaczenko, ros. Виталия Анатольевна Дьяченко (ur. 2 sierpnia 1990 w Soczi) – rosyjska tenisistka.

## Kariera tenisowa
Pierwszym turniejem wielkoszlemowym tenisistki był French Open 2009, w którym przeszła kwalifikacje i dostała się do turnieju głównego. Tam z powodzeniem wystąpiła w pierwszej rundzie, pokonując nr 75 światowego rankingu, Francuzkę Mathilde Johansson, by w drugiej rundzie przegrać z nr 1, Dinarą Safiną z Rosji.
W 2009 roku dwukrotnie doszła do finałów gry podwójnej w rozgrywkach WTA. Było to w Pattaya Women’s Open 2009, gdzie razem z partnerką Juliją Bejhelzimer uległy parze Tamarine Tanasugarn i Jarosława Szwiedowa oraz w Tashkent Open 2009, w którym partnerując Kaciarynie Dziehalewicz przegrały z parą Tacciana Puczak i Wolha Hawarcowa.
Również w 2009 roku zdobyła dwa złote medale – w konkurencjach gry podwójnej i drużynowej – na 25. Letniej Uniwersjadzie w Belgradzie. W deblu partnerowała jej Jekatierina Makarowa. W grze pojedynczej najwyżej rozstawiona Rosjanka odpadła w trzeciej rundzie, przegrywając z późniejszą srebrną medalistką Klaudią Jans.
W 2010 roku również wystąpiła w dwóch finałach gry podwójnej, ale podobnie jak przed rokiem, oba przegrała. Pierwszy, w Estoril w parze z Aurélie Védy, gdzie przegrały z parą Anabel Medina Garrigues i Sorana Cîrstea, a drugi w Kopenhadze, w którym w parze z Taccianą Puczak przegrały z parą Anna-Lena Grönefeld i Julia Görges.
Również w 2010 roku wystąpiła w Wielkim Szlemie, we French Open, gdzie przegrała w trzeciej rundzie kwalifikacji z Misaki Doi oraz w Wimbledonie, w którym zakończyła grę na drugiej rundzie kwalifikacji, przegrywając z Monicą Niculescu.
We wrześniu 2011 wygrała swój pierwszy turniej WTA w grze podwójnej, w Taszkencie, gdzie w parze z Greczynką Eleni Daniilidu pokonały parę ukraińską Nadija Kiczenok–Ludmyła Kiczenok.
W zawodach cyklu WTA Tour Rosjanka wygrała jeden turniej w grze podwójnej z siedmiu rozegranych finałów. Triumfowała też w trzech singlowych turniejach cyklu WTA 125, a w grze podwójnej osiągnęła jeden finał.
Na swoim koncie ma także wygranych dwadzieścia jeden turniejów singlowych i trzynaście deblowych rangi ITF.

## Finały turniejów WTA
| Legenda                     | Legenda |
| --------------------------- | ------- |
| Wielki Szlem                |         |
| Igrzyska olimpijskie        |         |
| WTA Tour Championships      |         |
| 2009 – 2020                 |         |
| WTA Premier Mandatory       |         |
| WTA Premier 5               |         |
| WTA Premier                 |         |
| WTA International Series    |         |
| WTA 125K series (2012–2020) |         |
| od 2021                     |         |
| WTA 1000 (obowiązkowe)      |         |
| WTA 1000 (nieobowiązkowe)   |         |
| WTA 500                     |         |
| WTA 250                     |         |
| WTA 125                     |         |

### Gra podwójna 7 (1–6)
| Końcowy wynik | Nr | Data             | Turniej   | Nawierzchnia | Partnerka              | Przeciwniczki                           | Wynik finału      |
| ------------- | -- | ---------------- | --------- | ------------ | ---------------------- | --------------------------------------- | ----------------- |
| Finalistka    | 1. | 15 lutego 2009   | Pattaya   | Twarda       | Julija Bejhelzimer     | Jarosława Szwiedowa Tamarine Tanasugarn | 3:6, 2:6          |
| Finalistka    | 2. | 27 września 2009 | Taszkent  | Twarda       | Kaciaryna Dziehalewicz | Wolha Hawarcowa Tacciana Puczak         | 2:6, 7:6(1), 8–10 |
| Finalistka    | 3. | 8 maja 2010      | Estoril   | Ceglana      | Aurélie Védy           | Sorana Cîrstea Anabel Medina Garrigues  | 1:6, 5:7          |
| Finalistka    | 4. | 7 sierpnia 2010  | Kopenhaga | Twarda       | Tacciana Puczak        | Anna-Lena Grönefeld Julia Görges        | 4:6, 4:6          |
| Zwyciężczyni  | 1. | 17 września 2011 | Taszkent  | Twarda       | Eleni Daniilidu        | Ludmyła Kiczenok Nadija Kiczenok        | 6:4, 6:3          |
| Finalistka    | 5. | 17 stycznia 2015 | Hobart    | Twarda       | Monica Niculescu       | Kiki Bertens Johanna Larsson            | 5:7, 3:6          |
| Finalistka    | 6. | 2 sierpnia 2015  | Baku      | Twarda       | Olha Sawczuk           | Margarita Gasparian Aleksandra Panowa   | 3:6, 5:7          |

## Finały turniejów WTA 125

### Gra pojedyncza 3 (3–0)
| Końcowy wynik | Nr | Data              | Turniej | Nawierzchnia    | Przeciwniczka | Wynik finału  |
| ------------- | -- | ----------------- | ------- | --------------- | ------------- | ------------- |
| Zwyciężczyni  | 1. | 9 listopada 2014  | Tajpej  | Dywanowa (hala) | Chan Yung-jan | 1:6, 6:2, 6:4 |
| Zwyciężczyni  | 2. | 17 listopada 2019 | Tajpej  | Dywanowa (hala) | Tímea Babos   | 6:3, 6:2      |
| Zwyciężczyni  | 3. | 12 grudnia 2021   | Angers  | Twarda (hala)   | Zhang Shuai   | 6:0, 6:4      |

### Gra podwójna 1 (0–1)
| Końcowy wynik | Nr | Data            | Turniej | Nawierzchnia | Partnerka           | Przeciwniczki              | Wynik finału |
| ------------- | -- | --------------- | ------- | ------------ | ------------------- | -------------------------- | ------------ |
| Finalistka    | 1. | 19 czerwca 2022 | Gaiba   | Trawiasta    | Oksana Kalasznikowa | Madison Brengle Claire Liu | 4:6, 3:6     |

## Wygrane turnieje ITF
| turnieje z pulą nagród 100 000 $   |
| turnieje z pulą nagród 75/80 000 $ |
| turnieje z pulą nagród 50/60 000 $ |
| turnieje z pulą nagród 25 000 $    |
| turnieje z pulą nagród 15 000 $    |
| turnieje z pulą nagród 10 000 $    |

### Gra pojedyncza
|     | Data       | Turniej           | Kat. | ($)     | Naw.          | Finalistka              | Wynik              |
| 1.  | 11/11/2007 | Redbridge         | ITF  | 10 000  | twarda        | Iveta Gerlová           | 6:4, 6:0           |
| 2.  | 21/12/2008 | Dubaj             | ITF  | 75 000  | twarda        | Urszula Radwańska       | 7:5, 2:6, 7:5      |
| 3.  | 29/03/2009 | Moskwa            | ITF  | 25 000  | twarda        | Wiesna Manasijewa       | 2:6, 6:3, 4:1 ret. |
| 4.  | 18/07/2010 | Darmstadt         | ITF  | 25 000  | ziemna        | Julia Schruff           | 6:4, 5:7, 6:4      |
| 5.  | 31/07/2011 | Astana            | ITF  | 100 000 | twarda        | Akgul Amanmuradova      | 6:4, 6:1           |
| 6.  | 22/12/2013 | Ankara            | ITF  | 50 000  | twarda        | Marta Sirotkina         | 6:7(3), 6:4, 6:4   |
| 7.  | 16/03/2014 | Szarm el-Szejk    | ITF  | 10 000  | twarda        | Naomi Broady            | 3:6, 6:4, 6:1      |
| 8.  | 27/07/2014 | Astana            | ITF  | 100 000 | twarda        | Çağla Büyükakçay        | 6:4, 3:6, 6:2      |
| 9.  | 13/09/2014 | Moskwa            | ITF  | 25 000  | ziemna        | Jewgienija Rodina       | 6:3, 6:1           |
| 10. | 14/06/2015 | Surbiton          | ITF  | 50 000  | trawiasta     | Naomi Ōsaka             | 7:6(5), 6:0        |
| 11. | 12/08/2017 | Chiswick          | ITF  | 25 000  | twarda        | Viktória Kužmová        | 6:3, 6:4           |
| 12. | 28/10/2017 | Stambuł           | ITF  | 25 000  | twarda        | Jaqueline Cristian      | 6:3, 6:1           |
| 13. | 11/08/2018 | Chiswick          | ITF  | 25 000  | twarda        | Walendini Gramatikopulu | 6:1, 7:5           |
| 14. | 10/02/2019 | Grenoble          | ITF  | 25 000  | twarda        | Harmony Tan             | 6:1, 6:4           |
| 15. | 17/02/2019 | Shrewsbury        | ITF  | 60 000  | twarda        | Yanina Wickmayer        | 5:7, 6:1, 6:4      |
| 16. | 31/03/2019 | Croissy-Beaubourg | ITF  | 60 000  | twarda        | Robin Anderson          | 6:2, 6:3           |
| 17. | 07/04/2019 | Bolton            | ITF  | 25 000  | twarda        | Jodie Burrage           | 6:2, 6:2           |
| 18. | 14/04/2019 | Stambuł           | ITF  | 60 000  | twarda        | Ankita Raina            | 6:4, 6:0           |
| 19. | 01/09/2019 | Penza             | ITF  | 25 000  | twarda        | Kamilla Rachimowa       | 6:4, 6:1           |
| 20. | 27/02/2022 | Mâcon             | ITF  | 25 000  | twarda (hala) | Cristiana Ferrando      | 6:4, 6:3           |
| 21. | 11/09/2022 | Santarém          | ITF  | 25 000  | twarda (hala) | Isabella Kruger         | 6:3, 6:2           |